# 蔡喜正
蔡喜正（채희정，1924年—2014年2月），又譯蔡熙正，是北韓政治家，曾任職文書整理室室長、朝鮮勞動黨中央委員會中央委員及最高人民會議代議員。

## 生平
蔡喜正出生於咸鏡南道。1958年，他被委任為朝鮮社會科學院的委員。兩年後，成為人民經濟大學的副院長。1961年，入選黨中央委員會的委員名單。翌年，首次當選為最高人民會議的代議員。1965年，出任內閣參事。1977年，連任最高人民代議員，並擔任政務院行政部部長。1982年，第三度當選為代議員。次年，被任命為黨委書記，負責財政規劃。
1984年，蔡喜正被起用為最高人民會議的審計委員會委員長。在隨後一年，獲金日成勛章。1986年，這是他第四次出任代議員。兩年之後，被任用為合營工業部部長。1994年2月，改任為國家科學技術委員會委員長。同年12月，最高領導人金日成離世，蔡喜正被繼任人金正日選為治葬委員會的成員。1995年，他再被調職至黨文書整理室（相當於中華人民共和國的中共中央文獻研究室和中央檔案館）當室長。
2002年，蔡喜正繼續擔當合營工業部部長，不過該部門這時已易名為國際合營促進委員會。2003年和2009年，他又再次當選為代議員。2011年12月，第二任最高領導人金正日去世，蔡喜正再度擔當治葬委員會的成員。2014年2月初，蔡喜正過身，原因不明，時任最高領導人金正恩為其送花圈。

## 資料來源
1. 1 2 3 4 5 6  .   [2014-05-15]. （原始内容存档于2019-07-25）.
2. ↑  "北 채희정 前 노동당 부장 사망"[] 《韓國時報》 15 5 2014
3. ↑  "金正恩向朝劳动党中央前部长蔡喜正灵前送花圈" （页面存档备份，存于） 《中國新聞網》 2014 2 15